# UCI Oceania Tour 2023
Navigation
Édition précédente Édition suivante
L'UCI Oceania Tour 2023 est la 19e édition de l'UCI Oceania Tour, l'un des cinq circuits continentaux de cyclisme de l'Union cycliste internationale. Il est composé de deux compétitions organisées du 11 au 21 janvier 2023 en Nouvelle-Zélande.

## Équipes
Les équipes qui peuvent participer aux différentes courses dépendent de la catégorie de l'épreuve. Par exemple, les UCI WorldTeams ne peuvent participer qu'aux courses .1 et leur nombre par épreuves est limité.
| Catégorie | Catégorie               | Équipes                                                                                 |
| --------- | ----------------------- | --------------------------------------------------------------------------------------- |
| .1        | 1.1 (Course d'un jour)  | * UCI WorldTeam (max 50 %) * UCI ProTeam * Équipe continentale * Sélection nationale    |
| .1        | 2.1 (Course par étapes) | * UCI WorldTeam (max 50 %) * UCI ProTeam * Équipe continentale * Sélection nationale    |
| .2        | 1.2 (Course d'un jour)  | * UCI ProTeam * Équipe continentale * Sélection nationale * Équipe régionale et de club |
| .2        | 2.2 (Course par étapes) | * UCI ProTeam * Équipe continentale * Sélection nationale * Équipe régionale et de club |

## Calendrier des épreuves

### Janvier
| Date  | Course                    | Pays             | Classe | Vainqueur  | Équipe                      |
| ----- | ------------------------- | ---------------- | ------ | ---------- | --------------------------- |
| 11-15 | New Zealand Cycle Classic | Nouvelle-Zélande | 2.2    | James Oram | Bolton Equities Black Spoke |
| 21    | Gravel and Tar Classic    | Nouvelle-Zélande | 1.2    | Ben Oliver | MitoQ-NZ Cycling Project    |

## Classement individuel
« Oceania Tour Ranking : Individual Ranking », Union Cycliste Internationale
| # | Coureur          | Équipe             | Pts.  |
| - | ---------------- | ------------------ | ----- |
| 1 | Kaden Groves     | Alpecin-Deceuninck | 2 043 |
| 2 | Jai Hindley      | Bora-Hansgrohe     | 1 652 |
| 3 | Michael Matthews | Jayco AlUla        | 1 450 |